# Peperomia margaritifera
Peperomia margaritifera là một loài thực vật có hoa trong họ Hồ tiêu. Loài này được Bertero ex Hook. miêu tả khoa học đầu tiên năm 1837.